# Jodia brunneago
Jodia brunneago là một loài bướm đêm trong họ Noctuidae.